# Cantón de Livernon
El cantón de Livernon era una división administrativa francesa, que estaba situada en el departamento de Lot y la región de Mediodía-Pirineos.

## Composición
El cantón estaba formado por diecisiete comunas:
- Assier
- Boussac
- Brengues
- Cambes
- Corn
- Durbans
- Espagnac-Sainte-Eulalie
- Espédaillac
- Flaujac-Gare
- Grèzes
- Issepts
- Livernon
- Quissac
- Reilhac
- Reyrevignes
- Saint-Simon
- Sonac

## Supresión del cantón de Livernon
En aplicación del Decreto n.º 2014-154 de 13 de febrero de 2014, el cantón de Livernon fue suprimido el 22 de marzo de 2015 y sus 17 comunas pasaron a formar parte; seis del nuevo cantón de Lacapelle-Marival, cinco del nuevo cantón de Meseta y Valles, tres del nuevo cantón de Figeac-1 y tres del nuevo cantón de Gramat.